# Comté de Scoding
Ve siècle – 982
Entités précédentes :
- Royaume des Burgondes :
- Maxima Sequanorum

Entités suivantes :
- Royaume de Haute-Bourgogne :
- Comté de Bourgogne

Le comté de Scoding (ou comté d'Escuens) s'étendait depuis Salins, Champagnole et Poligny jusqu'à la Bresse.

## Étymologie
Le comté de Scoding tirerait son nom de Seding : libre ou de Seutagium : service de chevalier, Scutarii ou Scutigeri : soldats distingués par leur armure et leur bravoure, d'après Druoz dans Histoire de Pontarlier, p. 20. Pour Gingins, dans Essai sur l'établissement des Bourguignons, p. 33 et suivantes l'origine serait Skild-Ding ou Schild-ding, Pagus Scutiacensis, Scutdingorum qui en germanique signifie juridiction de l'écu royale car ce comté aurait pu être particulier au roi de Bourgogne. Quant à Bullet dans Mémoire sur la langue celte, tome 1, p. 139 ce serait Scoden ou Scodin : forêt ou encore Scodingi : qui habite une contrée pleine de forêts.

## L'origine du comté
L'historien Jules Finot présente les limites du Pagus Scodingorum, "hautes montagnes du Jura, de la source du Doubs à Saint-Ursanne" . Ce nom est mentionné pour la première fois dans la légende d'Anatoile de Salins.
Il avait été fondé avec l'arrivée des Burgondes en Séquanie, dans le courant du Ve siècle, et était l'un des cinq composants de la Franche-Comté historique, avec les comtés de Warasch, (ou Varais), de Amaous, de Portus  et la ville de Besançon ; cette organisation avait subsisté jusqu'au XIIIe siècle. Dès sa création ce comté sera l'apanage direct des comtes de Bourgogne. En 870, lors du partage de la Lotharingie, Charles II le Chauve héritait du comté de Scoding.
Lors de la création du comté de Bourgogne en 982, le comte de Bourgogne Othon-Guillaume voulut être seul comte sur ces terres et fit convertir les différents comtés héritiers des pagis bourgignons en vicomtés. La vicomté de Scoding subsistera jusqu'au XIIIe siècle.
La baronnie de Salins était une des composantes importantes du comté ; d'ailleurs la vallée qui était voisine de Salins s'appelait la vallée de Scoding et l'église de Goailles, qui s'y trouvait, était nommée l'église de Scoding. Ce comté comptait moins de baronnies que ses voisins. Il s'y distingue quand même celles de Dramelay et de Clairvaux, ainsi que les terres des sires de Monnet, vicomtes de Salins. Parmi les familles nobles qui le régentaient se trouvent les maisons de Vienne et de Chalon (Chalon, Comté de Bourgogne puis Chalon-Arlay).

## Saint Donat
Saint Donat, évêque de Besançon dans le milieu du VIIe siècle, avait hérité des grandes possessions de son père Waldelène dans le comté de Scoding et il en donna à son église deux terres, celles d'Arlay et de Domblans. 

## Sources